# Gloss Drop
Albums de Battles
Mirrored La Di Da Di
Gloss Drop est le deuxième album du groupe Battles.

## Description
John Stanier, batterie, Ian Williams, guitare et clavier, et Dave Konopka, guitare et basse, composent cet album qui sort en juin 2011 sur le label Warp Records. Ce disque se classe dans les catégories rock alternatif et math-rock.

## Enregistrement
Après 30 % de l'enregistrement de l'album dans le studio Machines with Magnets de Rhode Island, Tyondai Braxton décide de quitter le groupe. Le reste du groupe poursuit l'enregistrement en retirant les parties dans lesquelles ce dernier avait participé.
Les trois membres choisissent ne pas remplacer Tyondai Braxton et font appel en premier lieu à Gary Numan pour réaliser la partie vocale d'un morceau. Il enregistre sa voix à part. Seul Kazu Makino vient en studio pour enregistrer avec le groupe le titre Sweetie & Shag. Mathias Aguayo chante sur la morceaux Ice Cream, premier single de l'album. Pour conclure l'album, Yamantaka Eye participe à la chanson Sundome.

## Sortie et critiques
Dave Konopka réalise la pochette et tout l'artwork autour du projet.
L'album obtient le note de 7,4/10 par le site Pitchfork.
New Noise qualifie l'album de complexe « Gloss Drop est de ces disques dont l'évidence se cache derrière un mur de complexité qu'on ne parvient à franchir qu'à force d'obstination », et lui attribue la note de 9/10.

## Remix
De nombreux artistes, Gui Boratto, Slient Servant ou Hudson Mohawke, remixent des titres de l'album, regroupés dans le projet Dross Glop. Les remix sortent tout au long de l'année 2012 sur le label Warp Records.

## Liste des morceaux
1. Africastle (5:48)
2. Ice Cream (chant : Matias Aguayo) (4:37)
3. Futura (6:17)
4. Inchworm
5. Wall Street (5:24)
6. My Machines (chant : Gary Numam) (3:55)
7. Dominican Fade (1:48)
8. Sweetie & Shag (chant : Kazu Makino) (3:50)
9. Toddler (1:11)
10. Rolls Bayce (2:06)
11. White Electric (6:14)
12. Sundome (chant : Yamantaka Eye) (7:47)